# فروفلوییدها
فروفلوییدها سوسپانسیونهای کلوئیدی هستند که از ذرات مغناطیسی کوچک، معمولاً نانوذرات، در یک سیال حامل مانند روغن یا آب پراکنده شده‌اند. ذرات مغناطیسی اغلب از مگنتیت (Fe3O4) یا ترکیبی از آهن، کبالت و نیکل تشکیل شده‌اند. این نانوذرات معمولاً با یک سورفکتانت پوشانده می‌شوند تا از تجمع و حفظ ثبات در سیال جلوگیری کنند. هنگامی که یک فروسیال تحت یک میدان مغناطیسی قرار می‌گیرد، ذرات مغناطیسی درون سیال به دلیل نیروهای مغناطیسی وارد بر آنها در امتداد خطوط میدان قرار می‌گیرند. این هم ترازی یک مغناطیس ماکروسکوپی فروسیال ایجاد می‌کند و به آن اجازه می‌دهد خواص مغناطیسی از خود نشان دهد. پاسخ فروسیال به یک میدان مغناطیسی خارجی بسیار غیرخطی است و می‌تواند تحت تأثیر عواملی مانند اندازه ذرات، غلظت و قدرت میدان اعمال شده باشد. رفتار منحصر به فرد فروسیال‌ها از ترکیبی از اثرات مغناطیسی، سیال و سطحی ناشی می‌شود. فعل و انفعالات مغناطیسی بین ذرات باعث ایجاد پدیده تراز و تجمع می‌شود، در حالی که خواص سیال رفتار جریان سوسپانسیون را تعیین می‌کند. اثرات سطحی، مانند حضور سورفکتانت‌ها، نقش مهمی در تثبیت فروسیال و جلوگیری از تجمع ذرات دارند.

## خواص
فروسیال از سه جزء تشکیل شده‌است: نانو ذرات مغناطیسی، محیط پخش (که مایع حامل نیز نامیده می‌شود) و یک عامل پخش کننده یا فعال سطحی. سیال به یک میدان مغناطیسی اعمال شده به عنوان یک سیستم همگن پاسخ می‌دهد.
یک فروسیال معمولی از نظر حجمی از حدود ۵٪ جزء جامد، ۸۵٪ مایع و ۱۰٪ عامل فعال سطحی تشکیل شده‌است. سیالات یا با رویکرد «کاهش مقیاس» یا «مقیاس بالا» تولید می‌شوند. در روش کاهش مقیاس، یک فروسیال با آسیاب کردن ذرات بزرگ به اندازه نانو تهیه می‌شود. روش‌های «مقیاس‌سازی» مبتنی بر هسته‌زایی و رشد کنترل‌شده نانوذرات هستند و از طرح‌هایی مانند تبخیر خلاء، میکروامولسیون‌ها، رسوب همزمان شیمیایی، پیش‌سازهای آلی و فرایند سل-ژل استفاده می‌کنند. مسیر سنتز همزمان رسوب ساده و مقرون به صرفه است و معمولاً در سطح صنعتی مورد استفاده قرار می‌گیرد.
هنگامی که به عنوان یک کلوئید در نظر گرفته می‌شود، فروسیال سیستم پیچیده‌ای را نشان می‌دهد که در آن چندین نیروی رقیب باید متعادل شوند تا از پایداری پراکندگی اطمینان حاصل شود. این نیروها عبارتند از: دوقطبی مغناطیسی (جذاب)، واندروالس (جذاب)، براونی (تصادفی)، فضایی (دافعه) و گرانشی (جذاب). نیروهای دافعه باید بیشتر از نیروهای جاذبه باشند تا از لخته شدن فاز پراکنده جلوگیری شود. برای فهرستی از انواع فروسیال‌ها و خواص فیزیکی، به راج و همکاران مراجعه کنید.
فروسیال‌ها دارای چندین ویژگی قابل توجه هستند که آنها را از مایعات معمولی متمایز می‌کند. اولا، آنها به شدت به میدان‌های مغناطیسی واکنش نشان می‌دهند، و هنگامی که در معرض یک میدان مغناطیسی خارجی قرار می‌گیرند، مغناطیسی را نشان می‌دهند. این رفتار از هم ترازی ذرات مغناطیسی در امتداد خطوط میدان ناشی می‌شود که منجر به مغناطیسی ماکروسکوپی سیال می‌شود. علاوه بر این، فروسیال‌ها می‌توانند رفتار پیچیده‌ای را تحت تأثیر گرادیان‌های میدان مغناطیسی از خود نشان دهند و ساختارهای سنبله‌مانندی را تشکیل دهند که به نام Rosensweig یا اثر "spiking" شناخته می‌شوند.

## سنتز و ترکیب
فروسیال‌ها معمولاً از نانوذرات مغناطیسی تشکیل شده‌اند که اغلب از مگنتیت (Fe3O4) یا ترکیبی از آهن، کبالت و نیکل ساخته می‌شوند. این نانوذرات در یک سیال حامل مانند روغن یا آب پراکنده می‌شوند. برای جلوگیری از تجمع ذرات و حفظ ثبات، از سورفکتانت‌ها برای پوشش نانوذرات استفاده می‌شود که یک لایه محافظ ایجاد می‌کند که فعل و انفعالات بین ذرات را به حداقل می‌رساند.

## برنامه‌های کاربردی
فروسیال‌ها کاربردهای عملی گسترده‌ای در زمینه‌های مختلف دارند. برخی از برنامه‌های کاربردی قابل توجه عبارتند از:
1. آب‌بندی و میرایی فروسیال‌ها در کاربردهای مهندسی استفاده می‌شوند که در آن آب‌بندی و میرایی مؤثر مورد نیاز است. آنها در دستگاه‌هایی مانند هارد دیسک برای روانکاری، جلوگیری از نشت گاز یا مایع و افزایش عملکرد استفاده می‌شوند.
2. بلندگوها در زمینه فناوری صوتی، از فروسیال در بلندگوها برای بهبود کیفیت صدا و مدیریت حرارتی استفاده می‌شود. آنها گرمای تولید شده توسط سیم پیچ صوتی را دفع می‌کنند و میرایی را افزایش می‌دهند و در نتیجه عملکرد بهتر و کاهش اعوجاج را به همراه دارند.
3. تکنولوژی‌های نمایشگر فروسیال‌ها در توسعه فناوری‌های نوآورانه نمایشگر مورد بررسی قرار گرفته‌اند. با دستکاری خواص فروسیال‌ها، می‌توان کنترل دینامیکی نور و رنگ ایجاد کرد که منجر به پیشرفت در نمایشگرهای انعطاف‌پذیر و بازتابنده می‌شود.
4. کاربردهای زیست پزشکی فروسیال‌ها در کاربردهای مختلف زیست پزشکی امیدوارکننده بوده‌اند. آنها برای سیستم‌های دارورسانی هدفمند مورد بررسی قرار گرفته‌اند، جایی که خواص مغناطیسی فروسیال‌ها امکان تعیین دقیق عوامل درمانی را فراهم می‌کند.

علاوه بر این، فروسیال‌ها برای درمان هایپرترمی مغناطیسی سرطان مورد بررسی قرار گرفته‌اند، جایی که گرمای تولید شده توسط ذرات زیر یک میدان مغناطیسی می‌تواند به‌طور انتخابی سلول‌های سرطانی را از بین ببرد. علاوه بر این، فروسیال‌ها به عنوان ماده کنتراست در تصویربرداری رزونانس مغناطیسی (MRI) برای افزایش کیفیت تصویر استفاده شده‌اند.

## نتیجه‌گیری
فروسیال‌ها سیالات مغناطیسی هستند که از نانوذرات پراکنده در یک سیال حامل تشکیل شده‌اند. خواص مغناطیسی منحصر به فرد و کاربردهای همه‌کاره آنها، آنها را به موضوعی قابل توجه علمی و فناوری تبدیل می‌کند. از مهندسی تا پزشکی، فروسیال‌ها همچنان در زمینه‌های مختلف مشارکت می‌کنند و امکانات هیجان‌انگیزی را برای پیشرفت‌های آینده ارائه می‌دهند.